# Shuttle-C
Lo Shuttle-C era un progetto della NASA per trasformare gli elementi di lancio dello Space Shuttle in un lanciatore cargo senza pilota dedicato al trasporto di attrezzature. Il progetto prevedeva di utilizzare il serbatoio esterno dello Space Shuttle e i due razzi ausiliari esterni a propellente solido combinandoli con un modulo di carico che avrebbe preso il posto del veicolo orbitale alato; il motore principale sarebbe stato incluso nel modulo di carico. Dal 1984 al 1995 sono state studiate varie possibilità, ma alla fine il progetto è stato abbandonato.  

## Storia
La NASA inizialmente prevedeva di effettuare circa 14 voli all'anno della navetta spaziale. Ma in seguito, tra l'altro, al disastro dello Space Shuttle Challenger, è diventato chiaro che questa frequenza di lancio ipotizzata non poteva essere mantenuta. Con la realizzazione dello Shuttle-C si credeva che i minori requisiti di manutenzione e sicurezza di un veicolo senza pilota avrebbero consentito un numero maggiore di voli. L'idea dello Shuttle-C mirava a ridurre i costi di sviluppo di un lanciatore pesante riutilizzando l'infrastruttura e le tecnologie sviluppate per il Programma Shuttle (motori principali, sistema di navigazione, ecc.). Lo Shuttle-C avrebbe utilizzato i motori principali, il serbatoio esterno, i due propulsori ausiliari a razzo e le strutture di lancio dello Space Shuttle, sostituendo l'Orbiter alato con equipaggio con un modulo cargo senza equipaggio, quindi senza ali né cabina di pilotaggio. Per risparmiare sui costi, si sarebbero usati motori e computer di riserva o a fine carriera prelevati dalle navette. Una proposta prevedeva la conversione del Columbia o dell'Enterprise in un lanciatore cargo monouso. Lo Shuttle-C avrebbe avuto una capacità di carico da 45.000 a 77.000 Kg e richiesto un tempo di sviluppo di 5 o 6 anni.
Nell'agosto del 1987, la NASA creò un gruppo di studio e nel novembre 1987 selezionò un gruppo di tre ditte appaltatrici che avrebbero dovuto progettare il veicolo. In una prima fase, il gruppo di ditte avrebbe dovuto determinare la configurazione ottimale del veicolo cargo in termini di lunghezza e diametro, mentre nella seconda fase avrebbe dovuto definire completamente il nuovo veicolo. Si prevedeva che all'inizio il modulo cargo sarebbe stato sacrificabile, in seguito si sarebbe sviluppato un modulo riutilizzabile e di lunga durata. Nella primavera del 1989, fu organizzata una conferenza sullo Shuttle-C ad Huntsville, in Alabama, per illustrare le capacità del sistema ai potenziali utilizzatori e determinare un modello di missione preliminare. La Stazione spaziale internazionale era a quel tempo l'obiettivo preferito dei progettisti e si pensava di utilizzare lo Shuttle-C nella sequenza di assemblaggio della stazione spaziale e nella logistica di rifornimento della stessa. Tuttavia, a causa dei costi di sviluppo previsti, il gruppo incaricato del progetto della stazione spaziale non si sentì pronto a impegnarsi a utilizzare lo Shuttle-C. Alla fine si determinò che lo Shuttle-C sarebbe risultato più costoso del Titan IV, pertanto si decise di cancellare il progetto.